# Borgerrepræsentantskab
Borgerrepræsentantskab var fra 1837 til 1868 en betegnelse for de kommunale råd i danske købstæder. Tidligere havde rådene heddet "de eligerede Borgere" og i 1868 blev de erstattet af byråd i købstæderne. Betegnelsen borgerrepræsentantskab blev også indført i København i 1840, hvor det nu hedder Københavns Borgerrepræsentation.